# Friedrich Fichter

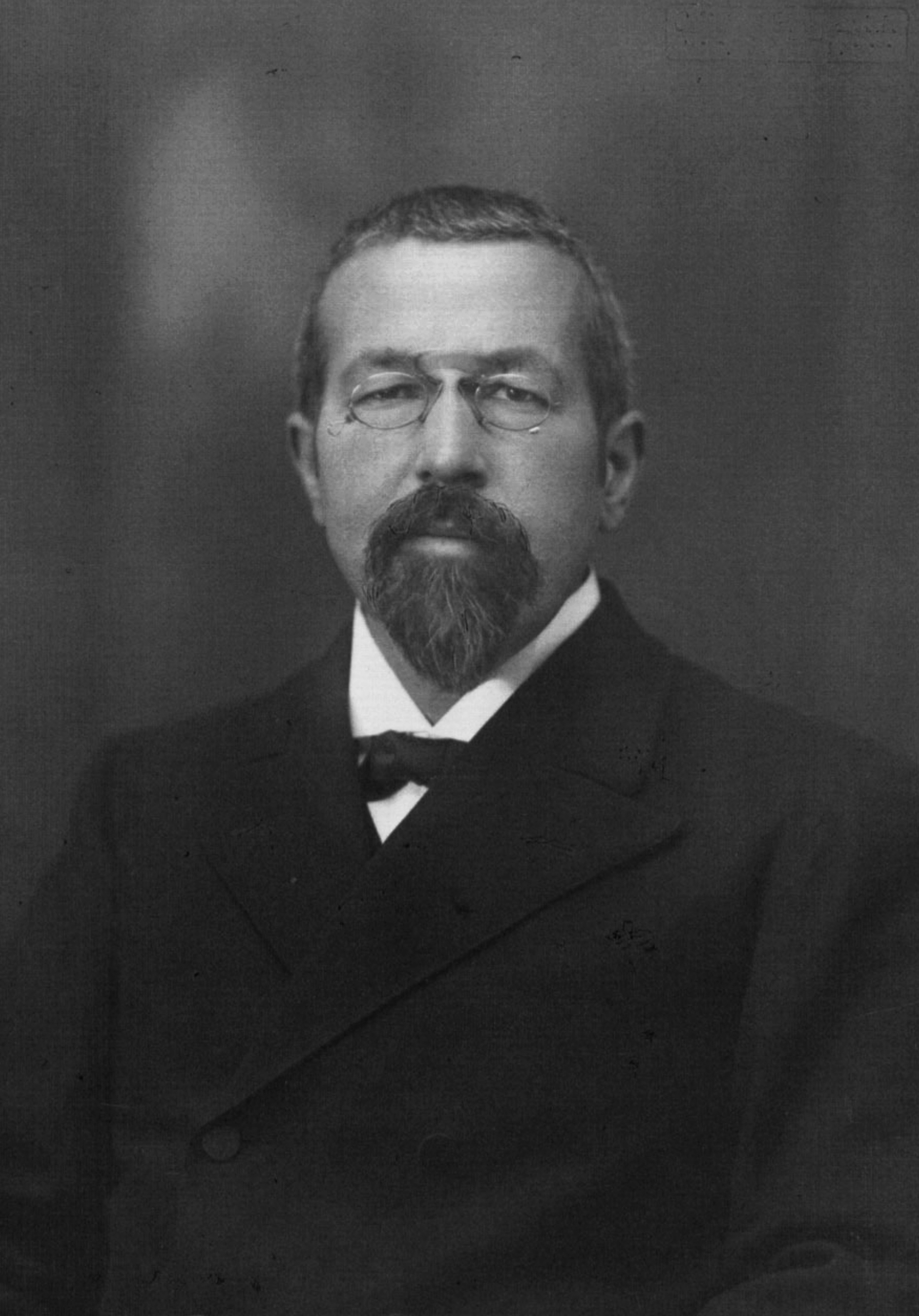
Fritz Fichter

Carl Friedrich Rudolf «Fritz» Fichter (* 6. Juli 1869 in Basel; † 6. Juni 1952 ebenda) war ein Schweizer Chemiker.

## Familie
Seine Eltern waren der Bandfabrikant Johann Benedikt Fichter (1825–1913) und Marie Elisabeth, die Tochter des Basler Tuchhändlers Leonhard Seiler (1796–1855). Sein Grossvater, Johann Jakob (1796–1879) war bis 1853 Teilhaber an der Bandfabrik DeBary & Bischoff und hatte dann seine eigene Fabrik gegründet. Sein Bruder war der Pfarrer Johann Heinrich (Hans) (1861–1947.)
1904 heiratete er Maria Louise (1877–1959), die Tochter des Historikers August Christoph Bernoulli (1839–1921), mit der er drei Söhne und drei Töchter hatte. Seine letzte Ruhestätte fand Fichter auf dem Wolfgottesacker in Basel.

## Wirken

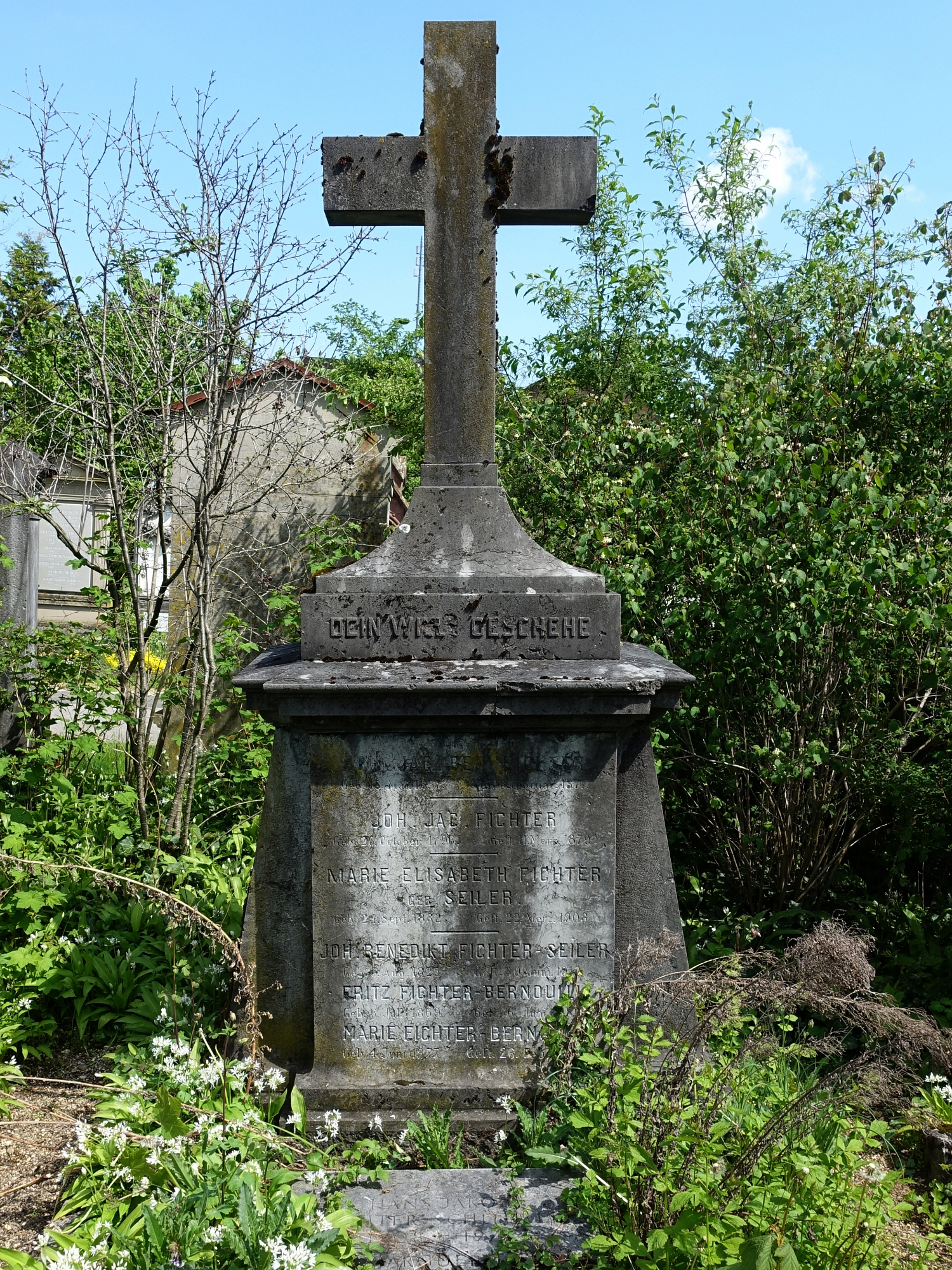
Grab auf dem Wolfgottesacker, Basel.

Er studierte Chemie an der Universität Basel und ab 1890 in Strassburg bei Rudolph Fittig, wo er 1894 mit der Arbeit Ueber Propyl-Itaconsäure, -Citraconsäure und -Mesaconsäure mit höchster Auszeichnung zum Dr. phil. nat. promovierte. 1896 kehrte er nach Basel zurück und wurde Assistent von Jules Piccard. 1897 habilitierte er sich und wurde 1903 an der Universität Basel ausserordentlicher und 1911 ordentlichen Professor für anorganische Chemie. 1932 wurde er Rektor der Universität.
Er arbeitete anfangs hauptsächlich zur präparativ-anorganischen Chemie, wobei ihm die erste Reindarstellung des Berylliums gelang. Später wandte er sich der Elektrochemie zu und untersuchte die an der Anode und Kathode sich bildenden Zwischenprodukte und deren Reaktionsfolgen.
1918 war er zusammen mit Philippe-Auguste Guye (1862–1922) Mitbegründer der Helvetica Chimica Acta und bis 1948 deren Redakteur.
Er ist mehrfacher Ehrendoktor, erhielt den französischen Orden Chevalier de la Légion d’Honneur und 1948 die Paracelsus-Medaille der Schweizerischen Chemischen Gesellschaft. Im Jahr 1932 wurde er zum Mitglied der Leopoldina gewählt.

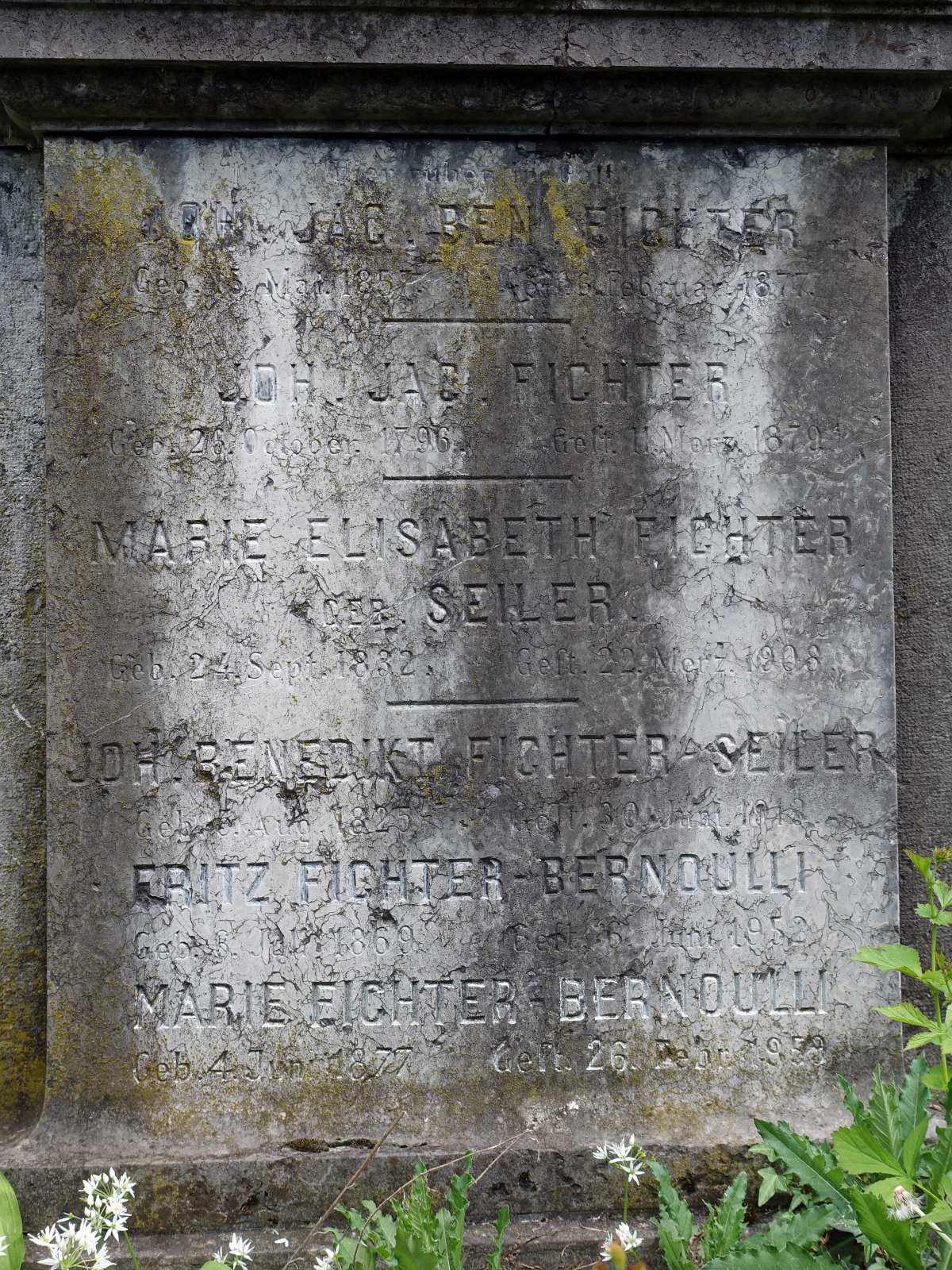
Grab auf dem Wolfgottesacker, Basel.